# Wyżyna Jewiszowicka
Wyżyna Jewiszowicka, (czes. Jevišovická pahorkatina) – mezoregion w obrębie Masywu Czeskiego, leżący w południowo-wschodniej części Wyżyny Czeskomorawskiej, w południowo-wschodniej części Masywu Czeskomorawskiego (czes. Českomoravská vrchovina).
Jest to kraina pagórkowata i górzysta, częściowo zalesiona. Jej powierzchnia wynosi 2.007,71 km², średnia wysokość 414 m n.p.m., a najwyższym wzniesieniem jest Zadní hora (633,5 m n.p.m.).
Wyżyna Jewiszowicka zbudowana jest ze skał metamorficznych – gnejsów, łupków łyszczykowych i in. oraz granitów.
Leży w dorzeczu Dyi i jej dopływów – Jihlavy, Rokytnej, Oslavy i Jevišovki.
Graniczy na zachodzie i północy z Wyżyną Krzyżanowską (czes. Křižanovská vrchovina), na wschodzie, na krótkim odcinku, z Rowem Boskowickim (czes. Boskovická brázda), na południowym wschodzie z Obniżeniem Dyjsko-Swrateckim (czes. Dyjsko-svratecký úval).

## Podział
Wyżyna Jewiszowicka:
- Kotlina Jemnicka (czes. Jemnická kotlina)
- Pogórze Bitowskie (czes. Bítovská pahorkatina)
- Kotlina Jaromierzycka (czes. Jaroměřická kotlina)
- Pogórze Znojemskie (czes. Znojemská pahorkatina)

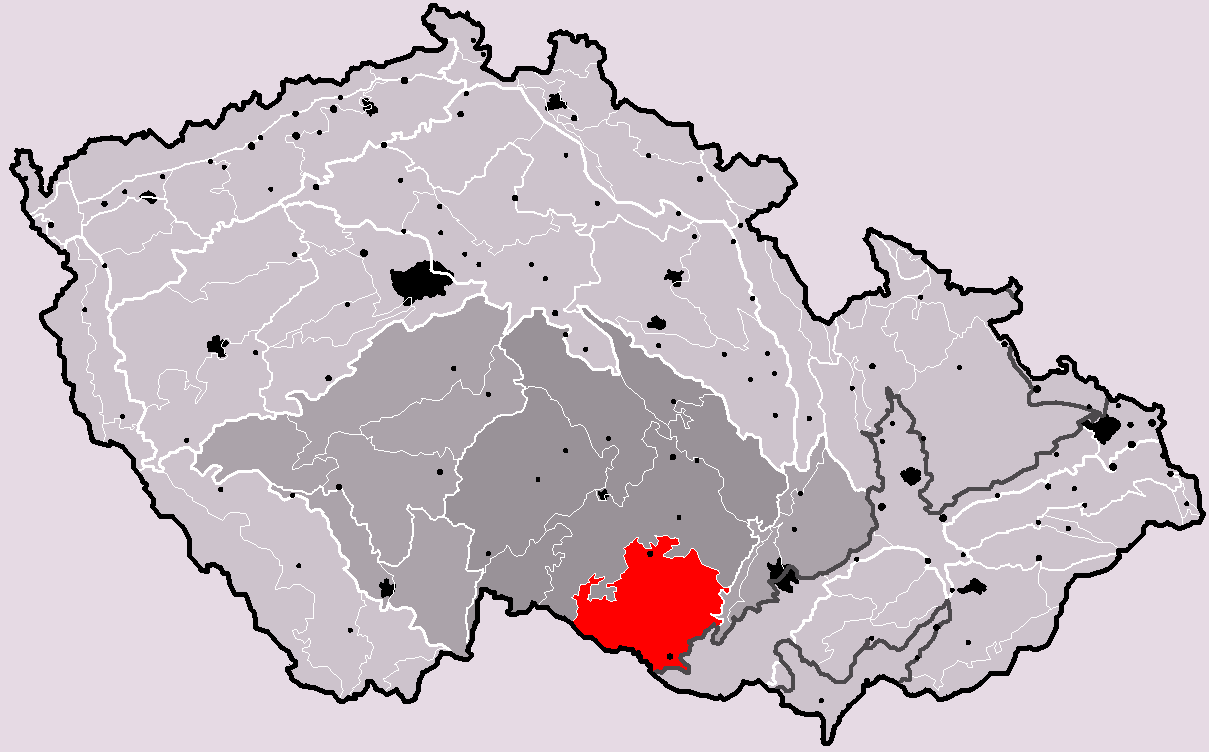
Położenie Wyżyny Jewiszowickiej